# IFK Skövde HK
IFK Skövde HK ist ein schwedischer Handballverein, dessen Herren-Mannschaft in der obersten schwedischen Liga, der Elitserien, spielt.
Der Verein IFK Skövde wurde 1907 gegründet. Er bestand aus unterschiedlichen Abteilungen, darunter auch eine Handballsektion. 1991 wurden die einzelnen Sektionen des Vereins selbständig und bildeten eigene Vereine.
Der IFK Skövde HK spielt seit 1990 in der schwedischen Elitserie.
1992 nahm der IFK Skövde HK das erste Mal an einem europäischen Wettbewerb teil, dem Europapokal der Pokalsieger. Weitere Teilnahmen folgten in den folgenden Jahren. 1995 spielte man auf europäischer Ebene das erste Mal im City Cup, heute Challenge Cup. Den internationalen Höhepunkt erreichte man in der Saison 2003/04, als der IFK Skövde HK den Challenge Cup gewann.
Die größten nationalen Erfolge waren die Gewinne der Vize-Meisterschaft 2005 und 2007.

## Bekannte ehemalige Spieler
- Joakim Larsson (IK Sävehof)
- Mattias Gustafsson (Ricoh Handboll)
- Johan Sjöstrand (MT Melsungen)
- Vegard Samdahl (Viking Stavanger)
- Per Thomas Linders (HK Aranäs)
- Andreas Nilsson (Telekom Veszprém)
- Oleksandr Sokil